# Icelus spatula
Icelus spatula és una espècie de peix pertanyent a la família dels còtids.

## Descripció
- Fa 21 cm de llargària màxima (normalment, en fa 12,9) i 160 g de pes.
- Aleta caudal amb taques irregulars.[4]

## Alimentació
Menja principalment invertebrats bentònics grossos (molt rarament petits mol·luscs).

## Hàbitat
És un peix marí, demersal i de clima polar (-2 °C-8 °C; 84°N-45°N) que viu entre 12-930 m de fondària (normalment, entre 125-150).

## Distribució geogràfica
Es troba des de l'Àrtic fins a l'Atlàntic nord-occidental: badia d'Ungava, golf de Sant Llorenç, Groenlàndia, el mar de Kara i el sud-est del mar de Barents.

## Longevitat
La seua esperança de vida és de 7 anys.

## Costums
És bentònic.

## Observacions
És inofensiu per als humans.